# Show do Mallandro
Show do Mallandro foi um programa de televisão brasileiro apresentado por Sérgio Mallandro entre 6 de julho de 1991 e 17 de abril de 1993 na TV Globo. Entre 6 de julho de 1991 e 25 de janeiro de 1992, era exibido nas tardes de sábado e a partir de 20 de abril de 1992, passou a ser diário nas manhãs, sendo exibido antes do Xou da Xuxa.
O programa era voltado para o público infanto-juvenil, uma vez que Sérgio já era querido por esse público desde o tempo em que trabalhara no SBT e quando substituiu Xuxa em suas férias de 1990 no Xou da Xuxa.

## História e formato
O programa estreou em 6 de julho de 1991 com exibição nas tardes de sábado. O programa era gravado ao vivo no extinto Teatro Fênix com uma plateia ao vivo com cerca de 350 lugares, onde Sérgio realizava brincadeiras, gincanas concorrendo a prêmios em dinheiro e brinquedos, além de apresentações musicais. Aa competições eram realizadas com ajuda de sete assistentes de palco, as Malandrinhas.
Em 25 de janeiro de 1992, o programa entrou em férias e retornou em 20 de abril do mesmo ano,totalmente reformulado.Sendo exibido diariamente às 7h30 da manhã. O novo palco era formado por uma arena cercada por arquibancadas temáticas, que faziam parte do cenário, composto por um grande boné e um par de tênis gigantes.
A estrutura do programa contava com cinco blocos, intercalados com a exibição de desenhos animados. O programa fez uso de efeitos especiais em alguns quadros, como o Pincel Mágico. Através do chroma key (recurso que permite que a imagem captada por uma câmera possa ser inserida sobre outra, criando-se a impressão de primeiro plano e fundo), o participante, após dar uma pincelada em uma tela azul, tinha que adivinhar qual figura existia por trás do painel. Em outro quadro do programa, intitulado A Salada Mais Bonita, os participantes tinham que preparar uma refeição com os ingredientes disponíveis. Além das brincadeiras realizadas no palco do programa, o programa contava com outros quadros gravados em locações externas, como Caça ao Tesouro, realizado em uma praia, onde as crianças procuravam chaves enterradas na areia. Sérgio Mallandro contava com seis assistentes, as Mallandrinhas e os Paquitos, que, no mesmo estilo das paquitas do Xou da Xuxa, eram responsáveis pela movimentação das crianças durante o programa.
Show do Mallandro teve sua última exibição em 17 de abril de 1993, sendo substituído pela TV Colosso.